# Van Dievoet
La famiglia Van Dievoet è una famiglia patrizia di Bruxelles, inscritta nei registri della borghesia belga dal diciassettesimo secolo  e discendente di sei delle sette nobili famiglie di Bruxelles. Alla fine del XVII°Secolo formò un ramo parigino che divenne nobile noto come Vandive, ramo che si estinse nel 1802.

## Origine
Questa famiglia discende da Gilles van Dievoet, borghese di Bruxelles, che si era sposato:
- Il 13 novembre 1650, in primo matrimonio a Bruxelles, nella chiesa di Notre-Dame-de-la-Chapelle, con Catherine Slachmeulder, deceduta a Bruxelles il 24 giugno 1660 e sepolta nel cimitero del convento dei frati di Récollets.
- Il 31 luglio 1660, in seconde nozze, sempre a Bruxelles, nella chiesa collegiale di Santa Gudula, con la damoiselle Gertrude Zeevaert, deceduta a Bruxelles il 22 luglio 1705, e seppellita il 24 luglio 1705, nella chiesa della Madeleine a Bruxelles.

## Personalità

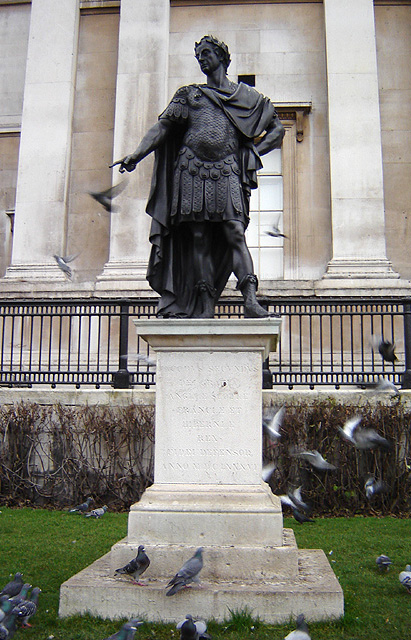
La statua del re Giacomo II a Londra, Trafalgar Square, di Pierre van Dievoet per l'officina di Grinling Gibbons, 1686

### Francia
- Philippe van Dievoet detto Vandive (1654—1738), consigliere del re, orafo di re Luigi XIV e console di Parigi.
- Guillaume Vandive (1680—1706), tipografo del Delfino.
- Balthazar Philippe Vandive, orafo e console di Parigi.
- Nicolas Félix van Dievoet detto Vandive, nobile, avvocato al Parlamento di Parigi, Cancelliere della Udienze nel Gran Consiglio, consigliere-segretario del Re.

### Belgio
- Pierre van Dievoet (1661—1729), famoso scultore a Bruxelles e Londra, Consigliere della Città di Bruxelles dal 1723 al 1724.
- Jean-Louis van Dievoet (1777—1854), segretario della procura della corte suprema del Belgio.
- Auguste van Dievoet (1803—1865), dottore in giurisprudenza della Università statale di Lovanio, avvocato presso la Corte suprema del Belgio e storico del diritto.
- Jules van Dievoet (1844—1917), dottore in giurisprudenza della Libera Università di Bruxelles, avvocato presso la Corte suprema del Belgio.
- Eugène van Dievoet (1862—1937), architetto, maggiore nel genio militare, cavaliere dell'ordine di Leopoldo a titolo militare.
- Henri van Dievoet (1869—1931), architetto.
- Gabriel van Dievoet, (1875—1934), decoratore in stile Art Nouveau.
- Germaine van Dievoet (1899—1990), campionessa belga di nuoto, medaglia di bronzo del merito sportivo, prese parte ai Giochi Olimpici di Anversa nel 1920.

## Ritratti

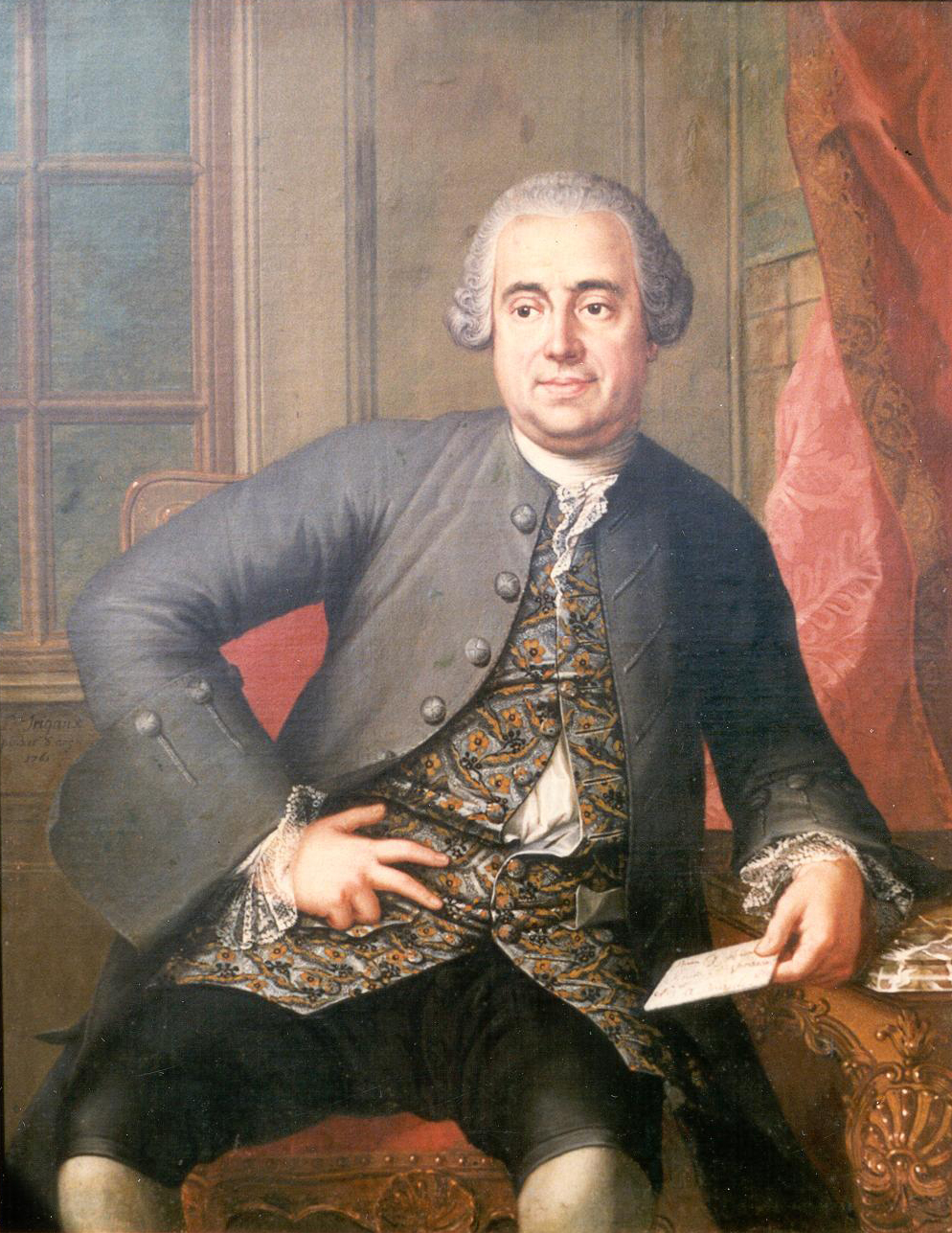
Jean-Baptiste van Dievoet (1704—1776), marito di Elisabeth Van der Meulen (olio di Trigaux, 1761)
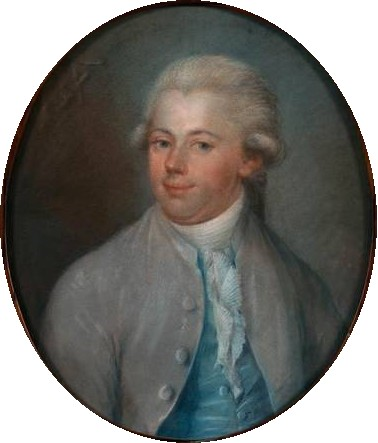
Jean-Baptiste van Dievoet (1747—1821), marito di Anne-Marie Lambrechts (pastello, 1774)
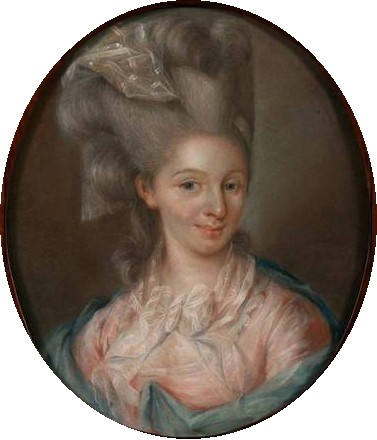
Anne-Marie Lambrechts (1753—1871), moglie di Jean-Baptiste van Dievoet (1747—1821) (pastello, 1774).
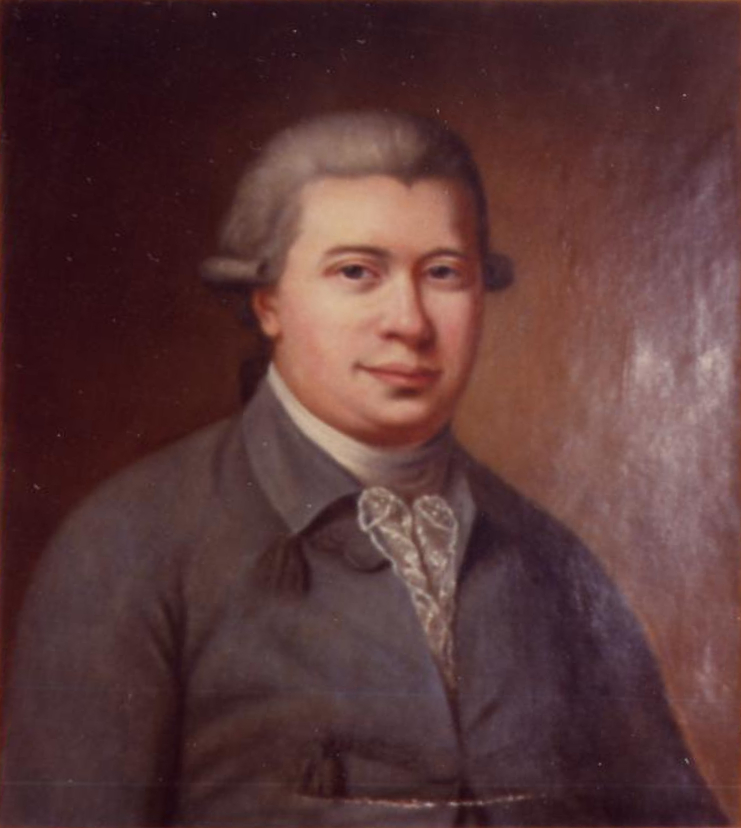
Jean-Baptiste van Dievoet (1747—1821), marito di Anne-Marie Lambrechts, olio intorno al 1787.
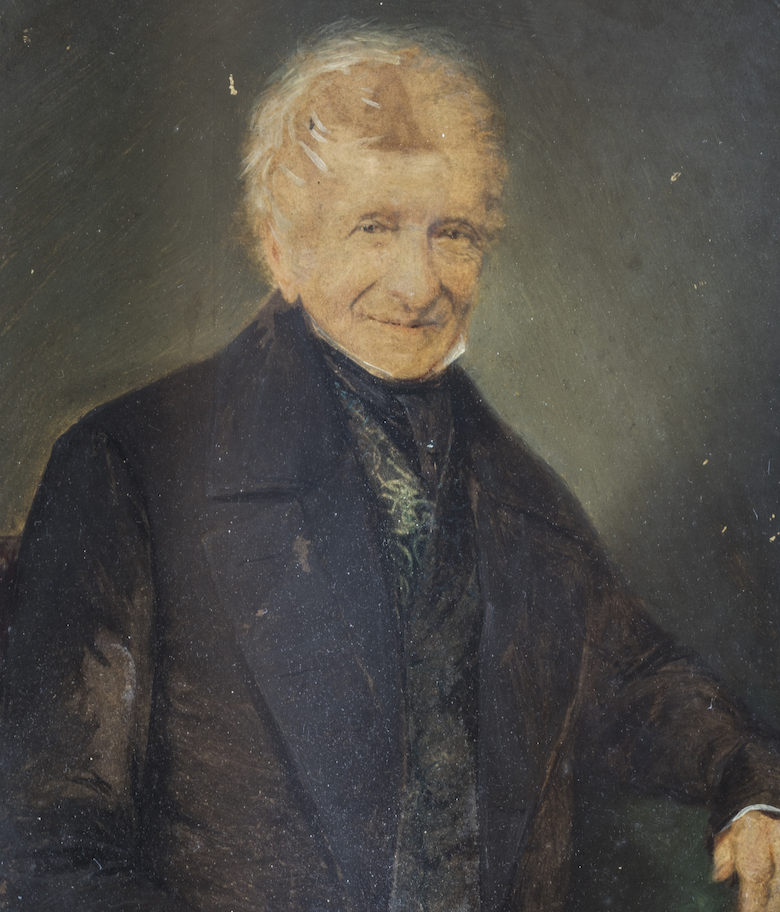
Jean-Baptiste van Dievoet (1775—1862), J.U.L. della vecchia università di Lovanio, marito di Catherine-Jeanne Cuerens (1781—1823), padre di Hortense van Dievoet (1804—1854) moglie di Ignace Brice, figlio primogenito di Jean-Baptiste van Dievoet e Anne-Marie Lambrechts (1856).
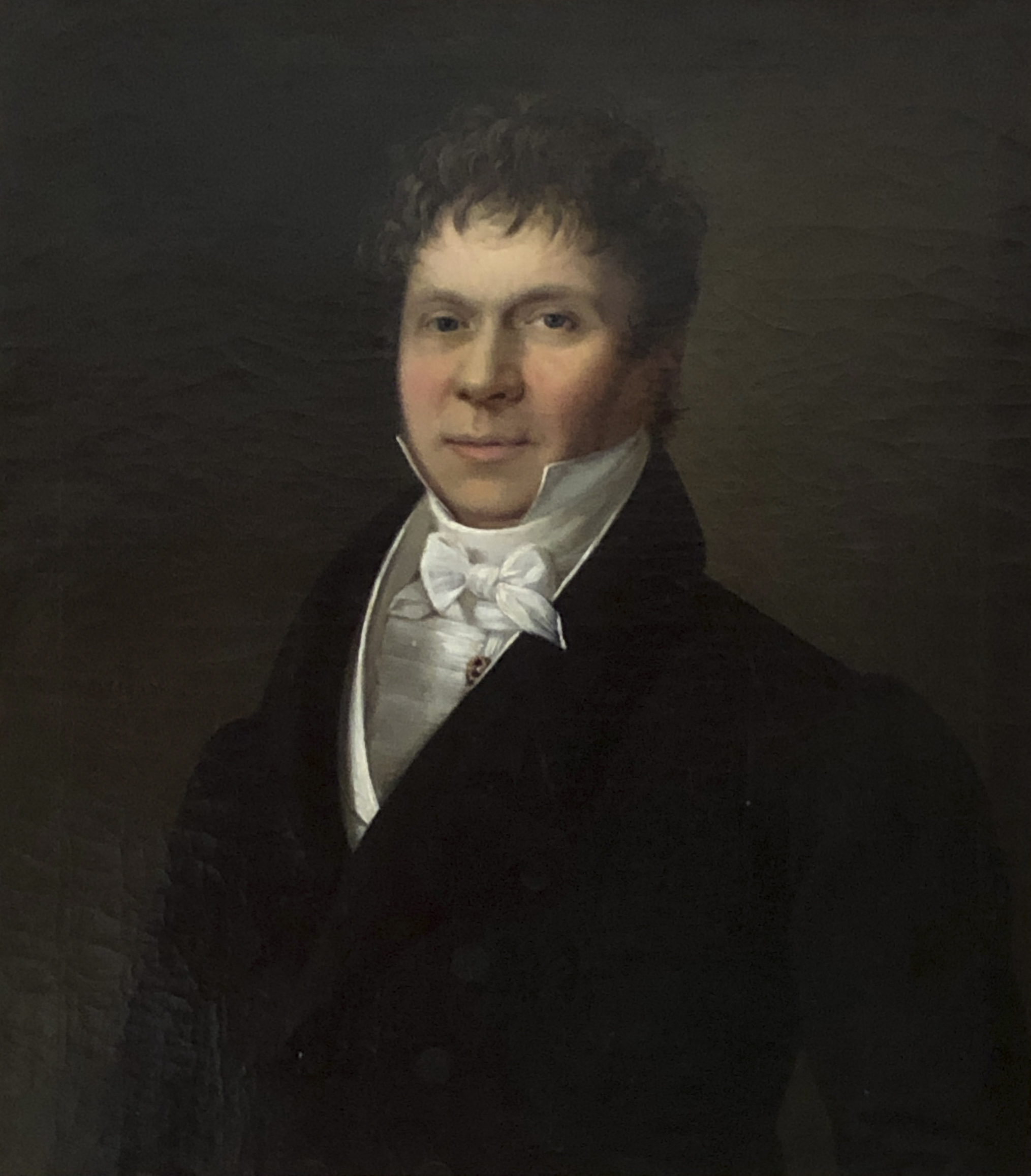
Jean-Louis van Dievoet (1777—1854), segretario del Parquet della Corte di Cassazione a Bruxelles, marito di Jeanne Wittouck, figlio di Jean-Baptiste van Dievoet e Anne-Marie Lambrechts (ritratto di Ignace Brice).
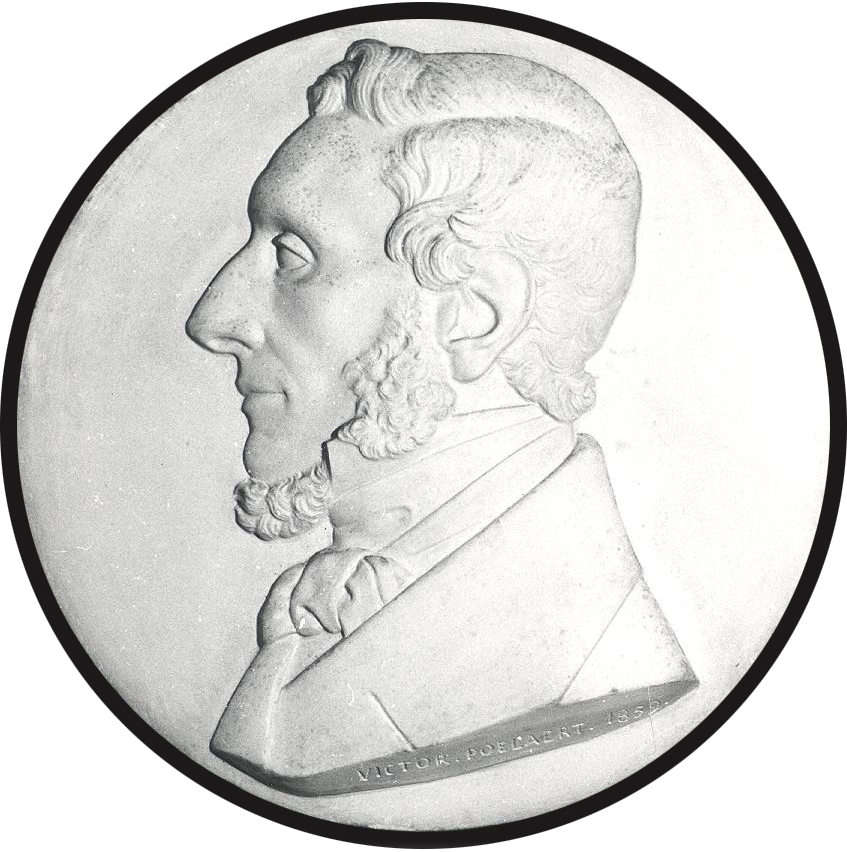
Eugène van Dievoet (1804—1858), giudice presso il Tribunale commerciale di Bruxelles, marito di Hortense Poelaert (1815—1900), sorella dell'architetto Joseph Poelaert (scultura di Victor Poelaert).
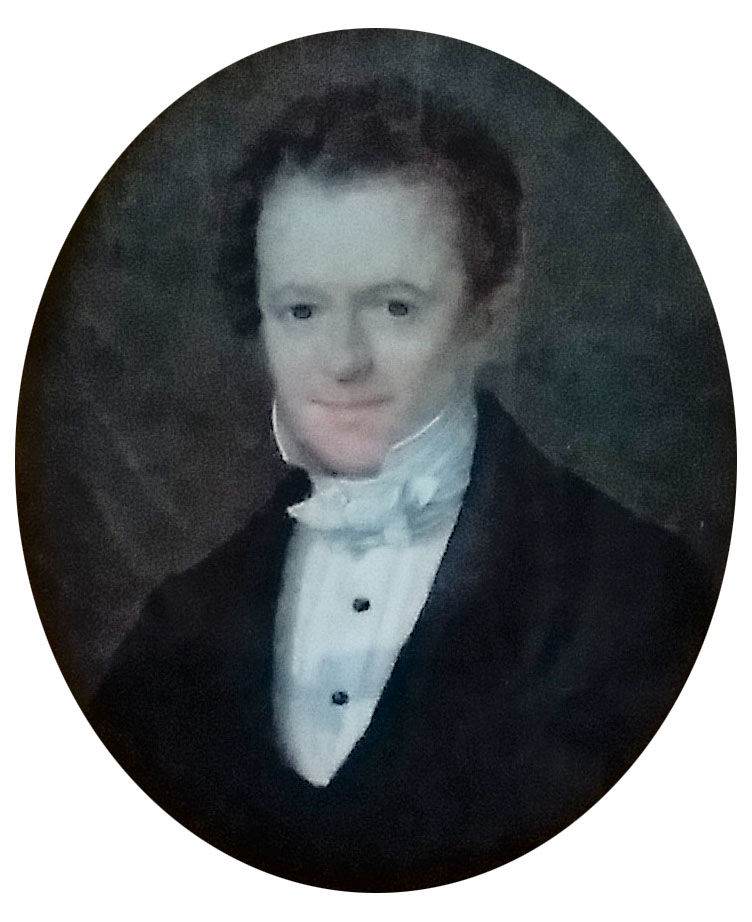
Eugène van Dievoet (1804—1858), ritratto in miniatura, intorno al 1854.
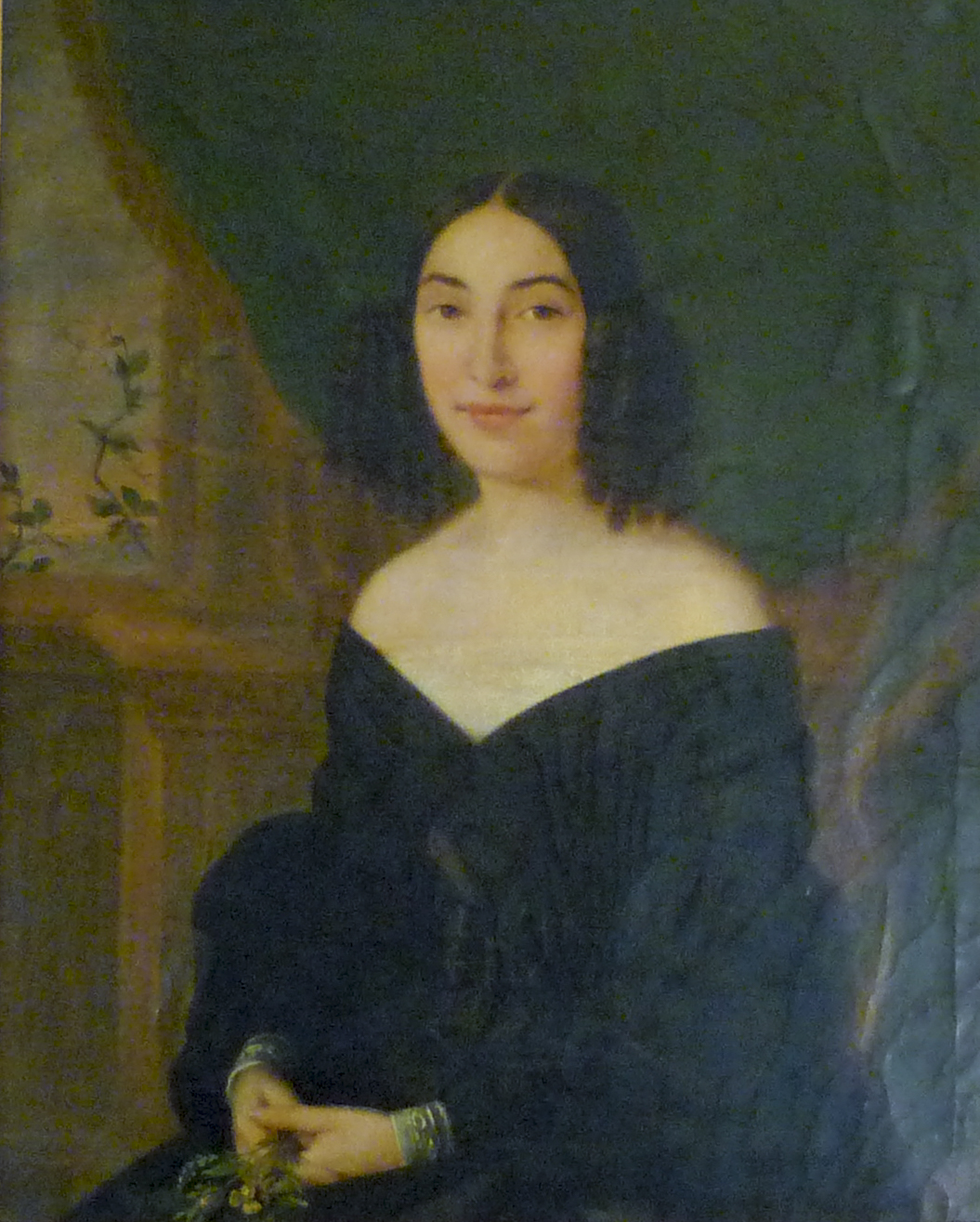
Hortense Poelaert (1815—1900), moglie di Eugène van Dievoet (1804—1858), sorella dell'architetto Joseph Poelaert (ritratto di Ignace Brice, 1840).
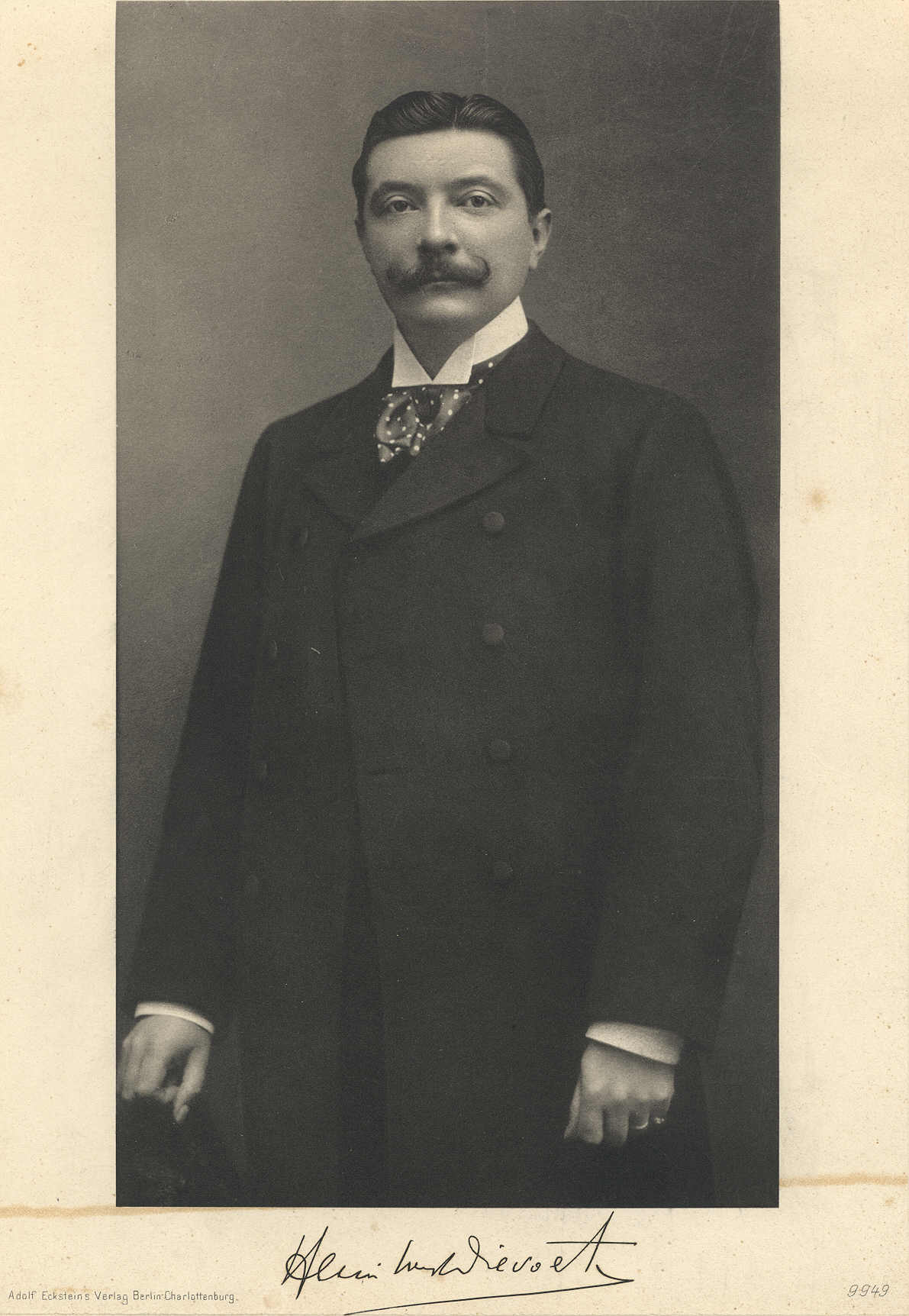
Henri van Dievoet (1869—1931), architetto, marito di Eugénie Masson (1872—1943).